# The Night Before (The Beatles)
The Night Before è una canzone dei Beatles pubblicata sull'album Help!

## Descrizione

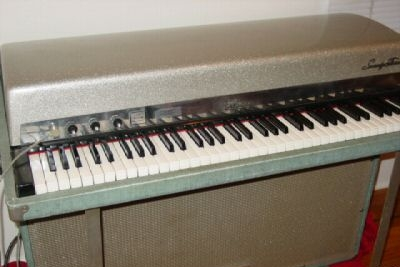
Un piano elettrico

Paul l'ha composta per il film nella casa della sua compagna Jane Asher. Venne registrata in due nastri il 17 febbraio 1965 nello Studio Due degli Abbey Road Studios. La sessione iniziò alle tre del pomeriggio e terminò alle sette. Dopo venne registrata You Like Me Too Much, una composizione di George Harrison. Il mix mono venne svolto l'indomani, mentre il mix stereo il 23 febbraio. Per entrambi venne scelto il secondo nastro.
Il brano presenta un arrangiamento corale molto utilizzato in Help! (ciò avviene anche nell'omonimo brano e in You're Going to Lose That Girl, oltre che in brani del periodo come I'm Down, Nowhere Man e You Won't See Me). Inoltre, nel brano John Lennon suona un piano elettrico, che caratterizza la canzone. Nel brano sia Harrison che McCartney suonano la chitarra solista.
Nel film Help! viene suonata nella piana di Salisbury. Finita la canzone, si tenta nuovamente di uccidere la band, con una bomba.
I Beatles non l'hanno mai eseguita in un live. Paul McCartney l'ha suonata in un concerto per la prima volta allo Yankee Stadium, il 15 luglio 2011.
John Lennon suona un pianoforte elettrico Hohner Pianet per tutta la canzone. I versetti hanno una struttura di chiamata e risposta. La voce principale di McCartney si alterna con l'armonia di Lennon e George Harrison, cantando il coro "Ahhh, la notte prima ...", il tutto alternato a una seconda melodia. Secondo l'opinione del musicologo Walter Everett, i Beatles hanno registrato "The Night Before" a un ritmo più lento, "avrebbe potuto essere una canzone dei Kinks o degli Animals".
I Beatles registrarono la canzone agli EMI Studios (ora Abbey Road Studios) a Londra il 17 febbraio 1965. La band raggiunse una traccia ritmica soddisfacente dopo due riprese, quindi sovraincise la voce, le parti di chitarra e le maracas. L'assolo di chitarra nel terzo verso è ripetuto in parte nella coda.
Tra i biografi dei Beatles, Ian MacDonald ritiene che il modo di suonare sia più nello stile di McCartney, mentre Kenneth Womack attribuisce a McCartney solo il ruolo di solista ed elenca Harrison alla chitarra ritmica, suonando il suo Gretsch Tennessean. Tuttavia, gli assoli sono stati eseguiti da Harrison e McCartney insieme. Lennon in seguito ha ricordato che Harrison e McCartney suonavano esattamente "la stessa pausa, suonando entrambi ma in ottave diverse".

## Cover
- I Restless Heart nel loro album del 2004 Still Restless.
- Lili Ivanova, una pop star bulgara, negli anni sessanta ha cantata una cover di questo brano.

## Formazione
- Paul McCartney: voce raddoppiata, chitarra solista raddoppiata, basso elettrico
- John Lennon: controcanto, piano elettrico
- George Harrison: controcanto, chitarra solista
- Ringo Starr: batteria, tamburello